# Pioner (båtmärke)
Pioner är ett norskt båtmärke från Bjørkelangen, cirka 70 kilometer utanför Oslo. Det har tillverkats sedan år 1959. Idag finns det 13 modeller av Pioner.